# قرار مجلس الأمن التابع للأمم المتحدة رقم 1968
قرار مجلس الأمن التابع للأمم المتحدة رقم 1968، الذي اتخذ بالإجماع في 16 فبراير 2011، بعد أن ذكر بالقرارات السابقة بشأن الحالة في كوت ديفوار (ساحل العاج)، بما فيها القرارات 1933 (2010)، 1942 (2010)، 1946 (2010)، 1951 (2010) و1962 (2010) و1967 (2011)، مدد المجلس نشر القوات من بعثة الأمم المتحدة في ليبريا إلى عملية الأمم المتحدة في كوت ديفوار لمدة ثلاثة أشهر إضافية.
وأشار المجلس إلى اتفاقات التعاون بين البعثات الواردة في القرارين 1609 (2005) و1938 (2010). وفي الوقت نفسه، كرر أيضا أنه يمكن أن يفوض الأمين العام بان كي مون بإرسال قوات إضافية إذا لزم الأمر.
وأذن المجلس، عملاً بالفصل السابع من ميثاق الأمم المتحدة، بالنقل المؤقت لثلاث سرايا مشاة ووحدة طيران وخمس طائرات عمودية من بعثة الأمم المتحدة في ليبريا إلى عملية الأمم المتحدة في كوت ديفوار لمدة ثلاثة أشهر أخرى. كما حث البلدان المساهمة بأفراد الشرطة والقوات على تقديم الدعم في هذا الصدد.
تم تبني القرار وسط الأزمة السياسية في كوت ديفوار، حيث تم تنصيب كل من لوران غباغبو والحسن واتارا كرئيس.